# Danilo Rinaldi
Danilo Ezequiel Rinaldi (San Nicolás de los Arroyos, 18 aprile 1986) è un calciatore argentino naturalizzato sammarinese, centrocampista del Cosmos.

## Biografia
Ha un fratello, Federico Emmanuel, anch'egli calciatore e compagno di squadra durante la sua esperienza al La Fiorita

## Carriera

### Club
Danilo Rinaldi inizia a giocare a calcio nel settore giovanile del Chacarita Juniors, in Argentina. Nella stagione 2006-2007 ha militato nel Talleres (P). Nel 2007 si è trasferito al La Emilia.
Nel 2008 è approdato nel Campionato Dilettanti con la Società Sportiva Virtus e ha ottenuto la cittadinanza sammarinese.
Dopo alcuni anni di militanza nel club verdenero, nella stagione 2010-2011 è tornato in Argentina, al Conesa. Nel 2012 è passato alla La Fiorita con la quale ha fatto il suo esordio nelle competizioni internazionali giocando un match dei turni preliminari di UEFA Europa League.
Oltretutto in questa prima stagione con la società di Montegiardino ha vinto la Coppa Titano e la Supercoppa di San Marino.
Nell'annata successiva ha disputato altri due incontri di Europa League e ha vinto il suo primo campionato sammarinese, qualificandosi ai turni preliminari di UEFA Champions League.
Di conseguenza, nella stagione 2014-2015, ha giocato entrambe le partite di Champions contro gli estoni del Football Club Infonet Levadia e l'annata immediatamente successiva ha vinto la sua seconda Coppa Titano.
Nelle due stagione a seguire vince il suo secondo e terzo titolo di Campione di San Marino, la sua terza Coppa Titano e gioca due ulteriori partite in UEFA Champions League contro i nordirlandesi del Linfield Football Club. 
Il 26 giugno 2018 inizia ufficialmente la stagione 2018-2019 quando Rinaldi gioca da titolare nella sfida di Champions contro il Lincoln Red Imps, partita persa 2-0. In questa stagione gioca anche le qualificazioni all'Europa League e vince la Supercoppa di San Marino. Ha segnato un gol nella partita di preliminari di Champions League il 21 giugno 2022, contro l'Inter Escaldes, siglando la rete del momentaneo 1-0, nell'1-2 finale a favore degli andorrani.
L'11 luglio 2024 dopo 12 anni e 332 presenze con la maglia del La Fiorita, cambia squadra, accasandosi al Cosmos.

### Nazionale
Nato in Argentina, ma di origini sammarinesi grazie ad uno dei nonn, nel 2008 inizia l'iter per richiedere la cittadinanza sammarinese.
Ottenuto il cambio di cittadinanza, nel novembre dello stesso anno il commissario tecnico Giampaolo Mazza, lo convoca per la prima volta con la nazionale sammarinese. Dunque, esordisce ufficialmente il 19 novembre 2008 nella sconfitta casalinga per 0-3 contro la Rep. Ceca, valida per le qualificazioni al campionato del mondo 2010.
Quattro anni dopo, il 13 agosto 2012 segna il suo primo - e unico - gol in nazionale, nella sconfitta per 2-3 in amichevole il Malta; mentre il 15 novembre 2014, per la gara di qualificazione all'Europeo 2016, ottiene contro l'Estonia il suo primo pareggio con la maglia sammarinese.

## Statistiche

### Presenze e reti nei club
Statistiche (parziali) aggiornate al 16 luglio 2025.
| Stagione          | Squadra           | Campionato        | Campionato | Campionato | Coppe nazionali | Coppe nazionali | Coppe nazionali | Coppe continentali | Coppe continentali | Coppe continentali | Altre coppe | Altre coppe | Altre coppe | Totale | Totale |
| Stagione          | Squadra           | Comp              | Pres       | Reti       | Comp            | Pres            | Reti            | Comp               | Pres               | Reti               | Comp        | Pres        | Reti        | Pres   | Reti   |
| ----------------- | ----------------- | ----------------- | ---------- | ---------- | --------------- | --------------- | --------------- | ------------------ | ------------------ | ------------------ | ----------- | ----------- | ----------- | ------ | ------ |
| 2012-2013         | La Fiorita        | CS                | 17+4       | 4          | CT              | 10              | 7               | UEL                | 1                  | 0                  | SM          | 1           | 0           | 33     | 11     |
| 2013-2014         | La Fiorita        | CS                | 13+4       | 2+1        | CT              | 5               | 2               | UEL                | 2                  | 0                  | SM          | 1           | 0           | 25     | 5      |
| 2014-2015         | La Fiorita        | CS                | 17+4       | 7+1        | CT              | 7               | 2               | UCL                | 2                  | 0                  | SM          | 1           | 0           | 31     | 10     |
| 2015-2016         | La Fiorita        | CS                | 20+4       | 5+1        | CT              | 8               | 1               | UEL                | 2                  | 0                  | -           | -           | -           | 34     | 7      |
| 2016-2017         | La Fiorita        | CS                | 15+3       | 2+2        | CT              | 9               | 5               | UEL                | 2                  | 0                  | SM          | 1           | 0           | 30     | 9      |
| 2017-2018         | La Fiorita        | CS                | 20+3       | 15+1       | CT              | 7               | 3               | UCL                | 2                  | 0                  | SM          | 0           | 0           | 32     | 19     |
| 2018-2019         | La Fiorita        | CS                | 20+5       | 4+3        | CT              | 1               | 0               | UCL+UEL            | 1+2                | 0                  | SM          | 1           | 0           | 30     | 7      |
| 2019-2020         | La Fiorita        | CS                | 6          | 2          | CT              | 3               | 1               | UEL                | 2                  | 0                  | -           | -           | -           | 11     | 3      |
| 2020-2021         | La Fiorita        | CS                | 11+3       | 2          | CT              | 3               | 2               | UEL                | 1                  | 0                  | -           | -           | -           | 18     | 4      |
| 2021-2022         | La Fiorita        | CS                | 19+5       | 7+2        | CT              | 3               | 1               | UECL               | 2                  | 0                  | SM          | 1           | 1           | 30     | 11     |
| 2022-2023         | La Fiorita        | CS                | 25+1       | 8+1        | CT              | 1               | 0               | UCL+UECL           | 1+2                | 1+0                | SM          | 0           | 0           | 30     | 10     |
| 2023-2024         | La Fiorita        | CS                | 20+4       | 3+1        | CT              | 4               | 1               | -                  | -                  | -                  | -           | 0           | 0           | 28     | 5      |
| Totale La Fiorita | Totale La Fiorita | Totale La Fiorita | 243        | 74         |                 | 61              | 25              |                    | 22                 | 1                  |             | 6           | 1           | 332    | 101    |
| 2024-2025         | Cosmos            | CS                | 20+3       | 5+1        | CT              | 1               | 0               | -                  | -                  | -                  | -           | -           | -           | 24     | 6      |
| 2025-2026         | Cosmos            | CS                | 0          | 0          | CT              | 0               | 0               | -                  | -                  | -                  | -           | -           | -           | 0      | 0      |
| Totale Cosmos     | Totale Cosmos     | Totale Cosmos     | 23         | 6          |                 | 1               | 0               |                    | -                  | -                  |             | -           | -           | 24     | 6      |
| Totale carriera   | Totale carriera   | Totale carriera   | 266        | 80         |                 | 62              | 25              |                    | 22                 | 1                  |             | 6           | 1           | 356    | 107    |

### Cronologia presenze e reti in nazionale
| Cronologia completa delle presenze e delle reti in nazionale ― San Marino | Cronologia completa delle presenze e delle reti in nazionale ― San Marino | Cronologia completa delle presenze e delle reti in nazionale ― San Marino | Cronologia completa delle presenze e delle reti in nazionale ― San Marino | Cronologia completa delle presenze e delle reti in nazionale ― San Marino | Cronologia completa delle presenze e delle reti in nazionale ― San Marino | Cronologia completa delle presenze e delle reti in nazionale ― San Marino | Cronologia completa delle presenze e delle reti in nazionale ― San Marino |
| Data                                                                      | Città                                                                     | In casa                                                                   | Risultato                                                                 | Ospiti                                                                    | Competizione                                                              | Reti                                                                      | Note                                                                      |
| ------------------------------------------------------------------------- | ------------------------------------------------------------------------- | ------------------------------------------------------------------------- | ------------------------------------------------------------------------- | ------------------------------------------------------------------------- | ------------------------------------------------------------------------- | ------------------------------------------------------------------------- | ------------------------------------------------------------------------- |
| 19-11-2008                                                                | Serravalle                                                                | San Marino                                                                | 0 – 3                                                                     | Rep. Ceca                                                                 | Qual. Mondiali 2010                                                       | -                                                                         | 88’                                                                       |
| 1-4-2009                                                                  | Kielce                                                                    | Polonia                                                                   | 10 – 0                                                                    | San Marino                                                                | Qual. Mondiali 2010                                                       | -                                                                         |                                                                           |
| 6-6-2009                                                                  | Bratislava                                                                | Slovacchia                                                                | 7 – 0                                                                     | San Marino                                                                | Qual. Mondiali 2010                                                       | -                                                                         | 65’                                                                       |
| 14-10-2009                                                                | Serravalle                                                                | San Marino                                                                | 0 – 3                                                                     | Slovenia                                                                  | Qual. Mondiali 2010                                                       | -                                                                         | 62’                                                                       |
| 14-8-2012                                                                 | Serravalle                                                                | San Marino                                                                | 2 – 3                                                                     | Malta                                                                     | Amichevole                                                                | 1                                                                         |                                                                           |
| 11-9-2012                                                                 | Serravalle                                                                | San Marino                                                                | 0 – 6                                                                     | Montenegro                                                                | Qual. Mondiali 2014                                                       | -                                                                         |                                                                           |
| 12-10-2012                                                                | Londra                                                                    | Inghilterra                                                               | 5 – 0                                                                     | San Marino                                                                | Qual. Mondiali 2014                                                       | -                                                                         | 65’ 79’                                                                   |
| 14-11-2012                                                                | Podgorica                                                                 | Montenegro                                                                | 3 – 0                                                                     | San Marino                                                                | Qual. Mondiali 2014                                                       | -                                                                         |                                                                           |
| 22-3-2013                                                                 | Serravalle                                                                | San Marino                                                                | 0 – 8                                                                     | Inghilterra                                                               | Qual. Mondiali 2014                                                       | -                                                                         | 75’                                                                       |
| 26-3-2013                                                                 | Varsavia                                                                  | Polonia                                                                   | 5 – 0                                                                     | San Marino                                                                | Qual. Mondiali 2014                                                       | -                                                                         | 51’                                                                       |
| 31-5-2013                                                                 | Bologna                                                                   | Italia                                                                    | 4 – 0                                                                     | San Marino                                                                | Amichevole                                                                | -                                                                         | 79’                                                                       |
| 6-9-2013                                                                  | Leopoli                                                                   | Ucraina                                                                   | 9 – 0                                                                     | San Marino                                                                | Qual. Mondiali 2014                                                       | -                                                                         | 88’                                                                       |
| 10-9-2013                                                                 | Serravalle                                                                | San Marino                                                                | 1 – 5                                                                     | Polonia                                                                   | Qual. Mondiali 2014                                                       | -                                                                         | 80’                                                                       |
| 11-10-2013                                                                | Chișinău                                                                  | Moldavia                                                                  | 3 – 0                                                                     | San Marino                                                                | Qual. Mondiali 2014                                                       | -                                                                         | 82’                                                                       |
| 15-10-2013                                                                | Serravalle                                                                | San Marino                                                                | 0 – 8                                                                     | Ucraina                                                                   | Qual. Mondiali 2014                                                       | -                                                                         |                                                                           |
| 8-6-2014                                                                  | Serravalle                                                                | San Marino                                                                | 0 – 3                                                                     | Albania                                                                   | Amichevole                                                                | -                                                                         | 78’                                                                       |
| 9-10-2014                                                                 | Londra                                                                    | Inghilterra                                                               | 5 – 0                                                                     | San Marino                                                                | Qual. Euro 2016                                                           | -                                                                         | 87’ 90’                                                                   |
| 15-11-2014                                                                | Serravalle                                                                | San Marino                                                                | 0 – 0                                                                     | Estonia                                                                   | Qual. Euro 2016                                                           | -                                                                         | 83’                                                                       |
| 31-3-2015                                                                 | Eschen                                                                    | Liechtenstein                                                             | 1 – 0                                                                     | San Marino                                                                | Amichevole                                                                | -                                                                         | 70’                                                                       |
| 14-6-2015                                                                 | Tallinn                                                                   | Estonia                                                                   | 2 – 0                                                                     | San Marino                                                                | Qual. Euro 2016                                                           | -                                                                         | 79’                                                                       |
| 5-9-2015                                                                  | Serravalle                                                                | San Marino                                                                | 0 – 6                                                                     | Inghilterra                                                               | Qual. Euro 2016                                                           | -                                                                         | 75’                                                                       |
| 8-9-2015                                                                  | Vilnius                                                                   | Lituania                                                                  | 2 – 1                                                                     | San Marino                                                                | Qual. Euro 2016                                                           | -                                                                         |                                                                           |
| 12-10-2015                                                                | Serravalle                                                                | San Marino                                                                | 0 – 2                                                                     | Slovenia                                                                  | Qual. Euro 2016                                                           | -                                                                         | 71’                                                                       |
| 4-6-2016                                                                  | Fiume                                                                     | Croazia                                                                   | 10 – 0                                                                    | San Marino                                                                | Amichevole                                                                | -                                                                         |                                                                           |
| 4-9-2016                                                                  | Serravalle                                                                | San Marino                                                                | 0 – 1                                                                     | Azerbaigian                                                               | Qual. Mondiali 2018                                                       | -                                                                         | 73’                                                                       |
| 11-10-2016                                                                | Oslo                                                                      | Norvegia                                                                  | 4 – 1                                                                     | San Marino                                                                | Qual. Mondiali 2018                                                       | -                                                                         | 46’                                                                       |
| 22-2-2017                                                                 | Serravalle                                                                | San Marino                                                                | 0 – 2                                                                     | Andorra                                                                   | Amichevole                                                                | -                                                                         | 72’                                                                       |
| 19-3-2017                                                                 | Serravalle                                                                | San Marino                                                                | 0 – 2                                                                     | Moldavia                                                                  | Amichevole                                                                | -                                                                         | 46’                                                                       |
| 26-3-2017                                                                 | Serravalle                                                                | San Marino                                                                | 0 – 6                                                                     | Rep. Ceca                                                                 | Qual. Mondiali 2018                                                       | -                                                                         | 62’                                                                       |
| 10-6-2017                                                                 | Norimberga                                                                | Germania                                                                  | 7 – 0                                                                     | San Marino                                                                | Qual. Mondiali 2018                                                       | -                                                                         | 78’                                                                       |
| 1-9-2017                                                                  | Serravalle                                                                | San Marino                                                                | 0 – 3                                                                     | Irlanda del Nord                                                          | Qual. Mondiali 2018                                                       | -                                                                         |                                                                           |
| 4-9-2017                                                                  | Baku                                                                      | Azerbaigian                                                               | 5 – 1                                                                     | San Marino                                                                | Qual. Mondiali 2018                                                       | -                                                                         | 86’                                                                       |
| 5-10-2017                                                                 | Serravalle                                                                | San Marino                                                                | 0 – 8                                                                     | Norvegia                                                                  | Qual. Mondiali 2018                                                       | -                                                                         | 80’                                                                       |
| 8-10-2017                                                                 | Plzeň                                                                     | Rep. Ceca                                                                 | 5 – 0                                                                     | San Marino                                                                | Qual. Mondiali 2018                                                       | -                                                                         |                                                                           |
| 8-9-2018                                                                  | Minsk                                                                     | Bielorussia                                                               | 5 – 0                                                                     | San Marino                                                                | UEFA Nations League 2018-2019 - 1º turno                                  | -                                                                         | 81’                                                                       |
| 11-9-2018                                                                 | Serravalle                                                                | San Marino                                                                | 0 – 3                                                                     | Lussemburgo                                                               | UEFA Nations League 2018-2019 - 1º turno                                  | -                                                                         |                                                                           |
| 18-11-2018                                                                | Serravalle                                                                | San Marino                                                                | 0 – 2                                                                     | Bielorussia                                                               | UEFA Nations League 2018-2019 - 1º turno                                  | -                                                                         |                                                                           |
| 21-3-2019                                                                 | Nicosia                                                                   | Cipro                                                                     | 5 – 0                                                                     | San Marino                                                                | Qual. Euro 2020                                                           | -                                                                         | 46’                                                                       |
| 8-6-2019                                                                  | Saransk                                                                   | Russia                                                                    | 9 – 0                                                                     | San Marino                                                                | Qual. Euro 2020                                                           | -                                                                         | 11’ 55’                                                                   |
| 25-3-2022                                                                 | Serravalle                                                                | San Marino                                                                | 1 – 2                                                                     | Lituania                                                                  | Amichevole                                                                | -                                                                         | 61’                                                                       |
| 28-3-2022                                                                 | San Pedro del Pinatar                                                     | Capo Verde                                                                | 2 – 0                                                                     | San Marino                                                                | Amichevole                                                                | -                                                                         | 66’                                                                       |
| 2-6-2022                                                                  | Tallinn                                                                   | Estonia                                                                   | 2 – 0                                                                     | San Marino                                                                | UEFA Nations League 2022-2023 - 1º turno                                  | -                                                                         | 57’                                                                       |
| 5-6-2022                                                                  | Serravalle                                                                | San Marino                                                                | 0 – 2                                                                     | Malta                                                                     | UEFA Nations League 2022-2023 - 1º turno                                  | -                                                                         | 80’                                                                       |
| 9-6-2022                                                                  | Serravalle                                                                | San Marino                                                                | 0 – 1                                                                     | Islanda                                                                   | Amichevole                                                                | -                                                                         | 84’                                                                       |
| 12-6-2022                                                                 | Ta' Qali                                                                  | Malta                                                                     | 1 – 0                                                                     | San Marino                                                                | UEFA Nations League 2022-2023 - 1º turno                                  | -                                                                         | 61’                                                                       |
| 26-9-2022                                                                 | Serravalle                                                                | San Marino                                                                | 0 – 4                                                                     | Estonia                                                                   | UEFA Nations League 2022-2023 - 1º turno                                  | -                                                                         |                                                                           |
| 17-11-2022                                                                | Gros Islet                                                                | Saint Lucia                                                               | 1 – 1                                                                     | San Marino                                                                | Amichevole                                                                | -                                                                         | 81’                                                                       |
| 20-11-2022                                                                | Gros Islet                                                                | Saint Lucia                                                               | 1 – 0                                                                     | San Marino                                                                | Amichevole                                                                | -                                                                         | 60’                                                                       |
| 23-3-2023                                                                 | Serravalle                                                                | San Marino                                                                | 0 – 2                                                                     | Irlanda del Nord                                                          | Qual. Euro 2024                                                           | -                                                                         | 60’                                                                       |
| 26-3-2023                                                                 | Lubiana                                                                   | Slovenia                                                                  | 2 – 0                                                                     | San Marino                                                                | Qual. Euro 2024                                                           | -                                                                         | 86’                                                                       |
| Totale                                                                    |                                                                           | Presenze                                                                  | 50                                                                        |                                                                           | Reti                                                                      | 1                                                                         |                                                                           |

## Palmarès

### Club
- Campionato sammarinese: 4

La Fiorita: 2013-2014, 2016-2017, 2017-2018, 2021-2022
- Coppa Titano: 5

La Fiorita: 2012-2013, 2015-2016, 2017-2018, 2020-2021, 2023-2024
- Supercoppa di San Marino: 3

La Fiorita: 2012, 2018, 2021

### Individuale
- Pallone di Cristallo: 1

2017